# سلام الباي
سلام الباي هو النشيد الوطني لتونس بين 1846 و1957. وتم العمل به حتّى الإطاحة بالملكية حيث عوض بألا خلدي. أضيفت للنّشيد كلمات عربيّة قائلها مجهول وكذلك كلمات فرنسيّة متناسقة مع اللّحن الذي ينسب للإيطاليّ جوزيبي فردي (حسب المؤرّخ عثمان الكعاك) إلا أن الموسيقار صالح المهدي ينفي صحة هذا الادعاء فهو يرى أن نغمة النشيد (مقام راست الذيل) تونسية بحتة لا يمكن لغير تونسي أن يلحنها.

## كلمات النشيد الفرنسيّة
Salut au Prince Valeureux

Ô tout puissant, Ô généreux

Que l'amour du bien anime

Le Bey Magnanime

■

Sous les lois du progrès

Son peuple s'est courbé

Pour lui rendre Justice

Que ce chant retentisse

Gloire, Gloire et Salut au Bey

## روابط إضافية
- تدوين موسيقى سلام الباي